# 吴振伟
吳振偉（英語：David Wu，即大衛·吳；1955年4月8日—），出生于中華民國臺灣省新竹縣新竹市，美國聯邦眾議員，代表俄勒岡州第一選區（波特蘭西北），民主党籍。為美國史上首位臺灣裔的國會議員。2011年，涉入性醜聞案後辭職。

## 簡介
吳振偉祖籍蘇州，為洞涇吳氏家族吳廷琛裔孫。父親吳克昌遷台。吳振偉在中華民國臺灣省新竹市出生，於1961年隨全家移民美國，畢業於史丹佛大學生物學系，後就读于哈佛醫學院，但未完成學業，其後就讀耶魯法學院，獲耶魯大學法律博士（J.D.）。
1998年期中選舉，吳首度当选联邦众议员，其后又六度连任成功。部分人士認為其立場傾向於親近臺灣。吳曾推动美国十年一度的人口普查中，将「臺灣人」之項目从「中國人」中移出，獨立成为一个族群。同时，吴也曾與同黨的日裔加州聯邦眾議員迈克·本田等人共同推动议案，要求日本政府正视慰安妇问题。
吳是「美國國會亞太裔小組」核心成員，並曾於2001年1月至2004年1月間擔任該組織主席。吳同時為聯邦眾議院「新民主黨人聯盟」成員，該組織為中間派民主黨人組成的國會次團，相對於左傾的自由派或進步派民主黨人而言，該組織的核心理念為溫和的社會文化立場，以及經濟新自由主義與財政保守主義。
2011年2月，據俄岡勒人報報導，在參選2010年眾議院選舉期間，吳振偉出現行為異常，報導指稱工作人員要求他至醫院尋求專業精神治療。不久後，包括一直協助他的幕僚長和另一傳訊主任在內的至少六名職員離去；稍後，吳在一份聲明中表示他已經尋求了「專業的醫療照顧」，以治療因其政治競選及作為單身父親所帶來的壓力。
2011年7月22日，《俄勒岡人報》披露，吳振偉涉嫌在2010年感恩節期間於加州性侵一名18歲青年女性。吳振伟稱該事件為兩廂情願。聯邦眾議院少數黨領袖蘭希·佩洛西女士要求對這項指控進行調查。同月26日吳振偉宣佈將在國會解決目前美國債務危機問題後辭職。